# Nördlinger Ries und Wörnitztal
Nördlinger Ries und Wörnitztal este o arie protejată (arie de protecție specială avifaunistică — SPA) din Germania întinsă pe o suprafață de 7.097,97 ha, integral pe uscat.

## Localizare
Centrul sitului Nördlinger Ries und Wörnitztal este situat la coordonatele 49°00′56″N 10°36′51″E / 49.0156°N 10.6142°E.

## Înființare
Situl Nördlinger Ries und Wörnitztal a fost declarat arie de protecție specială avifaunistică în septembrie 2006 pentru a proteja 28 de specii de animale.

## Biodiversitate
Situată în ecoregiunea continentală, aria protejată nu include niciun habitat protejat.
La baza desemnării sitului se află mai multe specii protejate de  păsări (28): lăcar-de-lac (Acrocephalus scirpaceus), pescăruș albastru (Alcedo atthis), rață mică (Anas crecca crecca), fâsă de luncă (Anthus pratensis), buhai de baltă (Botaurus stellaris stellaris), barză albă (Ciconia ciconia ciconia), erete de stuf (Circus aeruginosus), erete vânăt (Circus cyaneus), erete cenușiu (Circus pygargus), prepeliță (Coturnix coturnix), cristeiul de câmp (Crex crex), presură sură (Emberiza calandra), becațină comună (Gallinago gallinago), sfrâncioc mare (Lanius excubitor excubitor), Limosa limosa limosa, grelușel-de-zăvoi (Locustella luscinioides), gușă albastră (Luscinia svecica), gaia neagră (Milvus migrans), gaia roșie (Milvus milvus), codobatura galbenă (Motacilla flava), Numenius arquata arquata, grangur (Oriolus oriolus), viespar (Pernis apivorus), ploier auriu (Pluvialis apricaria), Rallus aquaticus aquaticus, mărăcinar (Saxicola rubetra), Tachybaptus ruficollis ruficollis, nagâț (Vanellus vanellus).